# Малпигијеви судови
Малпигијеви судови је врста система за излучивање који се среће код инсеката, стонога, пауколиких зглавкара, и у разделу тардиграде.
Систем се састоји од разгранатих судова који почињу код црева и који сакупљају растворене супстанце, воду штетне материје из хемолимфе.
Добио је назив по научнику Малпигију.

## Структура
Малпигијеви судови су танке цевчице које се углавном налазе на задњем делу црева. Састоје се из једног слоја ћелија који их затвара на једном крају, док се на другом крају отварају на месту спајања средњег и задњег црева. Углавном су веома изувијани. Број судова зависи од врсте до врсте, али их углавном има парни број. Обливени су хемолимфом и често се налазе у близини масног тела (енглески fat body). Ћелије садрже актинска влакна ради чврстине и имају трепље које омогућавају покретање супстанце кроз канал. Код већине инсеката су судови повезани са мишићима чијом се контракцијом меша течност у суду и омогућава суду приступ већој количини хемолимфе.

## Функционисање
Урин се формира у судовима тако што електролити и непотребна нитратна једињења пролазе кроз зидове судова. Сматра се да уреа и аминокиселине такође пролазе кроз зидове судова, док се јони натријума и калијума транспортују помоћу пумпи. Након њих у судове долази вода, и урин се, заједно са свареном храном, мешају у задњем цреву. Задње црево апсорбује воду и јоне путем осмозе, док се уринска киселина меша са изметом који се потом избацује.